# Surówka (potrawa)

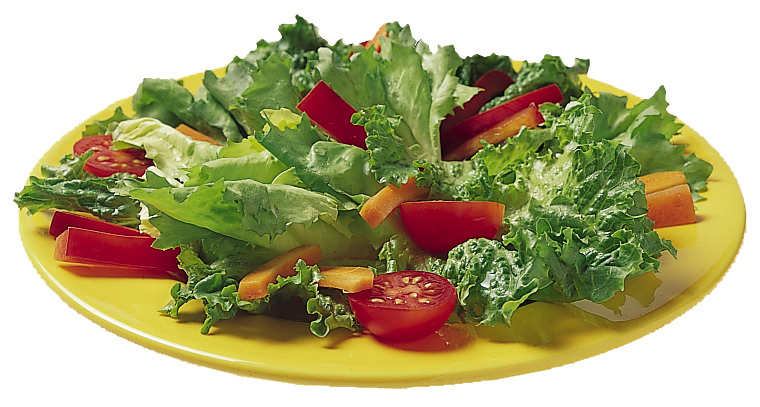
Surówka

Surówka – rodzaj potrawy przyrządzanej z surowych warzyw lub owoców, poddanych tylko obróbce wstępnej. Surówka może być oparta na jednym warzywie lub być mieszanką. Na surówki przeznacza się warzywa jakościowo najlepsze, świeże, zdrowe, młode i nieuszkodzone, jak również blanszowane, kwaszone, konserwowane, mrożone.
Do surówek dodaje się dodatki i przyprawy (m.in. cukier, kwas cytrynowy, musztardę, majonez lub inne sosy, ocet winny lub balsamiczny, oliwki, pieprz, rodzynki, sok z cytryny, limonki lub kiszonej kapusty, sól, zieleninę, zioła świeże lub suszone).